# Zaqui Cã
Zaqui Cã Zande (morte 6 de junho de 1779) foi um comandante militar iraniano e pretendente ao trono. Um membro da Dinastia Zande  do Irão, mesmo que nunca tenha se tornado xá do Império Persa, ele teve grande poder no Império durante três meses a morte de seu meio irmão, Carim Cã, em 2 de março de 1779, e a sua morte brutal.

## Origens e Primeiros anos
Zaqui Cã nasceu na tribo zande, que foi removida de suas terras por Nader Xá perto de Hamadã, na região do Lorestão, e assentada perto de Coração. Depois da morte de Nader em 1747, os zandes retornaram para o Lorestão, e o seu líder, Carim Cã, ganhou bastante poder político, tomando o controle de Ispaãem 1750, onde ele instalou um xá de baixo poder, Ismail III. Depois de mais dez anos, Carim Cã foi proclamado xá, e seu poder se estendeu sobre o terrítorio do Irão central e ocidental. Zaqui Cã era duplamente relacionado com Carim Cã: eles eram primos por parte de pai, e era meio irmão dele por parte de mãe. As fortunas de Zaqui Cã seguiram as de seu meio irmão e protetor do xá, e ele era considerado um de seus principais.

## Primeira revolta e anos como general (1763-1779)
Entretanto, fontes iranianas dizem que Zaqui Cã já era famoso por sua crueldade e oportunismo. Em 1763, retornando de sua última campanha contra Azade Cã Afegã no Azerbaijão, desapontado por uma falta de reconhecimento do xá, Zaqui Cã tomou a capital de Ispaã para ele mesmo, e explorou a população. Quando Carim Cã soube dessa situação, ele foi pessoalmente para Ispaã. Zaqui Cã fugiu dele em direção a Desful, em Cuzistão, recrutando guerreiros Bactiaris no caminho, e se aliou ao governador revoltoso de Desful. Depois de um ano de lutas e negociações malsucedidas, Zaqui Cã acabou implorando por misericórdia por seu irmão, o xá, e a recebeu.
Durante os próximos quinze anos, Zaqui Cã se manteve como um dos generais de Carim Cã. Ele liderou exércitos para submeter principados na costa do Golfo Pérsico, uma das principais foi uma expedição naval contra Omã em 1773, que terminou com uma falha completa e com a desgraça de Zaqui. Dois anos depois, ele foi nomeado para uma expedição punitiva contra o assentamento Cajar de Mazandarão, perto do Mar Cáspio. Então, ele teve sucesso, e ficou com uma reputação de um terror brutal.

## Três meses no poder
Zaqui Cã era um dos maiores participantes das lutas por poder político que seguiram a morte de Carim Cã em 2 de março de 1779. Carim Cã morreu de causas naturais depois de um longo período de doença, então Zaqui Cã, assim como muitos outros, tentou conquistar poder no Império. Ele havia tentado, nos anos anteriores, casar a sua filha com Maomé Ali Cã, o segundo filho de Carim Cã, que ainda era uma criança. Na época da morte de Carim Cã, ele foi o líder da facção que queria que Maomé Ali fosse proclamado xá. O filho mais velho, Abulfate Cã, com apenas treze anos de idade, também tinha seus apoiadores entre os membros da família real. Entretanto, ao mesmo tempo da morte de Carim Cã, Zaqui Cã havia matado a maioria deles, e Abulfate foi preso. Entre os apoiadores de Abulfate, apenas Sadique Cã Zande conseguiu escapar da capital, Xiraz. Maomé Ali foi proclamado xá, e Zaqui Cã foi o regente com plenos poderes sobre o Império. Mas a mãe deles interferiu em favor de Abulfate, e Zaqui Cã, para ganhar o seu apoio, aceitou que os dois filho de Carim Cã fossem investidos com a suprema honra.
O governo de Zaqui Cã foi contestado desde o começo. Primeiro, o príncipe Cajar, Aga Maomé Cã, que Carim Cã prendeu como um refém em Xiraz para prevenir novas de seu poderoso clã do norte, escapou de seu cativeiro. Para captura-lo, Zaqui Cã enviou o seu sobrinho, Ali Murade Cã. Entretanto, na hora em que chegou em Ispaã, Ali Murade Cã se rebelou contra o seu tio e se aliou a Abulfate. Sadique Cã estava criando um exército no sudeste com uma proposta similar. Zaqui Cã decidiu lidar com Ali Murade Cã primeiro, e levou um exército para Ispaã.

## Morte e Legado
Em seu caminho para Ispaã, Zaqui Cã cometeu atrocidades no assentamento de Izadkhvast. Mas naquele tempo, dizem que ele foi tão cruel que até seus homens ficaram chocados. Um grupo de líderes tribais que estava entre eles o assassinou quando ele estava descansando em Izadkhwast. Depois de sua eliminação, a guerra seguiria entre Sadique Cã e Ali Murade Cã, que acabariam conquistando o trono nos anos seguintes.
Seu filho mais novo Aquebar Cã Zande, foi deixado com o controle de Xiraz, tentou conseguir a carreira e a ambição de seu pai após sua morte, mas foi cegado e morto em 1782 por seu primo, o futuro xá Jafar Cã.